# Gouzoudou
Gouzoudou est une localité du Cameroun située dans la région de l'Extrême-Nord, dans le département du Mayo-Sava et dans la commune de Kolofata  à environ 6 km de la ville de Kolofata.

## Structure administrative et population
Appartenant au canton de Kolofata rural, Gouzoudou  regroupe plusieurs villages et hameaux. Le Troisième Recensement Général de la Population et de l’Habitat du Cameroun en 2005 répartit la population de Gouzoudou ainsi:   
- Gouzoudou Bouba, 353 habitants
- Gouzoudou  Madi Ousmane, 228 habitants
- Gouzoudou Massa, 148 habitants
- Gouzoudou Matakone, 165 habitants
- Gouzoudou Waziri, 2 168 habitants.

## Attaques terroristes
La localité de Gouzoudou est la cible d'attaques et d'attentats suicides perpétrés par la secte islamiste Boko Haram,. Les combattants de Boko Haram  mènent souvent des raids depuis le Nigéria voisin au cours desquels ils tuent et pillent les villages.